# مارتین سیلوا
مارتین سیلوا (انگلیسی: Martín Silva؛ زاده ۲۵ مارس ۱۹۸۳) یک بازیکن فوتبال اهل اروگوئه است.
وی همچنین در تیم ملی فوتبال اروگوئه بازی کرده‌است.